# روبرتو لونگو (ریاضیدان)
روبرتو لونگو (انگلیسی: Roberto Longo؛ زادهٔ ۱ ژانویهٔ ۱۹۵۳) فیزیک‌دان و ریاضی‌دان و از دانش‌آموختگان دانشگاه ساپینزا رم و اعضای انجمن ریاضی آمریکا است.